# Neil Connery
Pour les articles homonymes, voir Connery.
Neil Niren Connery, né le 16 décembre 1938 à Édimbourg et mort le 9 mai 2021 dans la même ville, est le frère cadet de l'acteur Sean Connery. Exerçant plusieurs métiers dont plâtrier, il eut une courte carrière cinématographique dans l'ombre de son illustre frère.

## Biographie
Neil Niren Connery nait à Édimbourg, en Écosse. La famille Connery est d'origine irlandaise du côté de son père et écossaise du côté de sa mère. Son père Joseph Connery était un chauffeur de camion et sa mère Euphemia McLean une femme de ménage. Neil a eu une éducation modeste dans un quartier pauvre d’Édimbourg.

## Filmographie
Les débuts de Neil Connery au cinéma furent dans O.K. Connery en 1967, un film inspiré de James Bond. Le film fut rebaptisé Operation Kid Brother aux États-Unis et fut également connu sous le titre Operation Double 007. Ce film est reconnu pour avoir utilisé un certain nombre d'acteurs originaux de la série James Bond apparaissant avec des styles similaires, à savoir Bernard Lee, Lois Maxwell, Anthony Dawson, Adolfo Celi et Daniela Bianchi.
En 1969, Connery apparut dans le film de science-fiction The Body Stealers (en), également connu sous le titre Thin Air, où il joua Jim Radford, un enquêteur essayant de comprendre pourquoi des parachutistes disparaissent durant leur descente dans le ciel.
En 1980, Connery apparut en vedette invitée dans la série télévisée britannique Only When I Laugh (en). Il jouait le personnage de Neil Niren, dans le septième épisode (Last Tango) de la deuxième saison.
En 1988, OK Connery fut présenté sur Mystery Science Theatre 3000 sous son titre alternatif, Opération Double 007.
Durant la majeure partie de sa vie, il travailla comme plâtrier, jusqu'à ce qu'un accident, en 1983, mît fin à sa carrière. Il était marié à Eleanor, avec qui il a eu deux filles.